# 怡和洋行

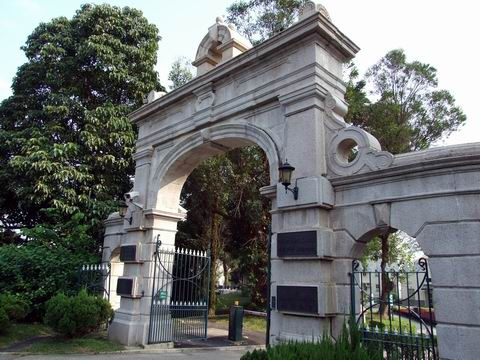
怡和門現置於上水馬會入口

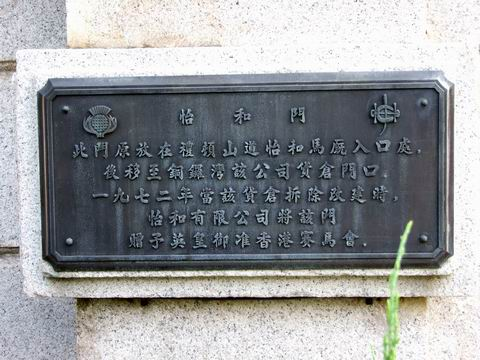
怡和門介紹銅牌

怡和洋行（英語：Jardine Matheson，前名渣甸洋行）是一家英資洋行，远东最大英資财团。蘇格蘭人威廉·渣甸透過在中國與印度等地鴉片販售起家，推动英国对中国发动鸦片战争以便促进贸易。清朝政府在沿海城市开埠后，怡和洋行改做實業，在香港和上海购置大量土地并兴建工厂，对两地的初期工业化發展起到重要作用，並在抗日戰爭與中國展開合作做出貢獻。怡和是首家在上海開設的歐洲公司和首家在日本成立的外國公司。其后怡和洋行通过大量投资铁路，产业逐渐多元化，一度成为英國在遠東的最大財團。
今天的怡和是一家業務多元化的国际集團，組成集團的母公司怡和控股有限公司（英語：Jardine Matheson Holdings Ltd.）在百慕達註冊，發行6.34782億股份在新加坡及倫敦兩地上市。2018年怡和洋行的總資產達到862.58億美元，淨資產263.42億美元，總營業額923.48億美元，盈利49.31億美元。

## 歷史
威廉·渣甸早年在东印度公司任职，1817年离职后，在英属印度的若干家贸易公司任职。1825年，在孟买与英商印度士坚拿公司（INDO－SKINER）合伙创办了渣甸士坚拿洋行，从事向中国出口印度烟土。该洋行的合伙人均来自苏格兰，与英属印度在孟买与加尔各答的各机构关系密切。苏格兰荫亲关系纽带发挥重要作用。后在1844年由威廉·渣甸的姊妹玛格丽特的小儿子戴维·渣甸（David Jardine，1819-1853）执掌该洋行。该洋行在伦敦的合作伙伴是馬地臣公司（詹姆士·馬地臣1848年由香港返回伦敦后创办），负责进口英属印度的茶叶、稻米、丝绸、棉花、黄麻与靛蓝；在香港则与怡和洋行合作，由后者接手印度烟土（主要為鴉片）并打开中国入口的渠道。 渣甸士坚拿洋行也向新加坡出口烟土，供应马来半岛的华人以及东南亚其它地方的华人。到1860年，渣甸士坚拿洋行与怡和洋行携手控制了印度烟土到远东的贸易渠道。最终在1946年，与George Henderson合并为Jardine Henderson公司，但仍然控制在渣甸家族手中。

### 成立私營公司
1832年7月1日，英国蘇格蘭裔的威廉·渣甸及詹姆士·马地臣在中國廣州创办了渣甸洋行（JARDINE－MATHESON& CO.LTD.）。渣甸洋行早年參與對中國貿易，1841年香港開埠之初，渣甸洋行即以565英鎊購入香港首幅出售的地皮。鸦片战争爆發後，渣甸洋行於1842年將總公司從廣州遷至香港，借助怡和行（广州十三行之一）的名聲更名為怡和洋行。1843年上海怡和洋行成立。1844年上海首次拍賣土地，亦由怡和購得。怡和初年在香港的競爭對手包括「顛地洋行」、沙遜洋行等其他貿易公司。1872年以後怡和洋行的投資業務逐漸多元化，除了貿易外，還在中國大陸及香港投資興建鐵路、船塢、各式工廠、礦務；經船務、銀行等各行業。怡和除了在1876年在上海興建了中國第一條鐵路吳淞鐵路，亦安裝了中國的第一部電梯和引入各種機械及工業設備。1912年以後，怡和的公司總部設在上海。

### 蘇格蘭大班
怡和的英國人老闆習慣上稱為大班。19世纪后期受苏格兰贵族兰地路（LANDALE）家族控制。20世紀以後的怡和大班多數來自凱瑟克家族（曾译作 茄士域），是創辦人之一威廉·渣甸姐姐的後人。現時的怡和大班班哲明·凱瑟克（Ben Keswick）。前任大班韋德樂（Percy Weatherall）則是凱瑟克家族的表親。前兩任大班為亨利·凱瑟克及西門·凱瑟克兄弟。
怡和早年即與香港的關係密切。公司在1841年購下今日香港銅鑼灣附近的大幅土地作貨倉。今天當地附近不少的地方和街道，都是以怡和或「渣甸」為名，例如怡和街及渣甸街等。銅鑼灣每天中午鳴放禮炮，亦是由怡和負責。怡和亦是香港中環商業中心區的大地主，至今很多中環的貴重物業都是由怡和屬下的置地所擁有。當中在1973年落成的康樂大廈（現稱怡和大廈）是香港首幢摩天大樓，亦是怡和大班的辦公室。
在殖民地時代，怡和大班是香港政府行政局的非官守議員。當時的怡和對香港的政治、經濟都有舉足輕重的影響。但隨著華人資本的興起，以及1997年主權移交，怡和在香港的影響力在1980年代起已经消退。

### 怡和洋行与香港的开发
1872年在上海設立公和祥碼頭公司，1873年開設香港火險公司，1882年正式成立怡和輪船公司，並在香港、上海等地設立碼頭、倉庫等。以後通過清内務府和李鴻章等關係，以中關税作保證，在倫敦籌集資金對中國發放各種借款。《馬關條約》簽訂的當年（1895），即在上海籌建怡和棉紡廠。1898年與滙豐銀行合資設立中英銀公司，先後貸款建造京瀋、滬寧、滬杭甬、廣九鐵路，控制近代中國的鐵路投資，又贊助英商福公司投資礦業。1902年在上海開設怡和冷氣堆棧。1923年創立怡和機器有限公司，經營機器進口業務。1930年在上海設立怡和麥酒釀造廠。抗日戰爭前，除上海、香港外、還在漢口、青島、天津、長沙、重慶、宜昌、九江、南京、廣州、汕頭、蕪湖、福州等地設有分支機構，成為英國在遠東的最大財團。

### 戰爭和重建
1932年，日軍佔領東北後，怡和退出。1941年太平洋戰爭爆發，日軍佔領了除重庆、昆明和孟買以外各地所有分支機構；在香港怡和损失了存仓物资几千万元。1941年至1945年抗日战争期間，怡和作為一家英國公司仍堅持在華留守，與中國共同進退。戰爭期間，怡和的領導者們，特別是約翰·凱瑟克（John Keswick），都堅信應在中國處於危難之時不離不棄。所以，當國民政府決定撤退至內陸地區並在重慶建立戰時首都時，怡和也一同隨遷。1946年秋，怡和筹备复业，经二、三年的努力才逐渐复苏，可是业务范围，大不如前，只及1941年（出入口全盛时期）的一半弱。中共在1949年奪得中国大陸的政權后因介入韓戰而受到制裁，而按照中華人民共和國政府“生产资料所有制的社会主义改造”的政策，怡和在中國大陸的資產及生意都被中國當局全部充公，變成「國有資產」，怡和在中國大陸最後一間辦事處於1954年亦被迫關閉，之後業務集中在香港。怡和在1961年於香港證券交易所首次將股份掛牌上市，獲超額認購50多倍。到了1984年，怡和將公司駐冊地點由香港遷往百慕達，並在1990年代初將公司及旗下多家子公司的上市地點從香港移至新加坡或者倫敦。

### 怡和遷冊
1984年3月28日，怡和洋行宣布建議把怡和控股公司的註冊地點，由香港改為百慕達。

## 怡和與廣州
嘉慶十年（1805年），渣甸（即怡和）與寶順兩家洋行為主，在廣州創立在華第一家外資保險公司——諫當保安行（Canton Insurance Society），亦稱廣州保險社或廣州保險協會，經營水火險和意外險。規定由兩家洋行每三年輪流擔任經理，直至道光十五年（1835年）第十屆，寶順洋行宣佈退出合作，另行組建於仁洋面水險保安公司（Union Insurance Society of  Canton），原諫當保安行解體。怡和洋行于道光十六年（1836年）成立諫當保險行，又稱諫當保險公司或廣東保險公司，總公司由廣州遷香港，道光二十二年（1842年）向香港當局註冊。

## 怡和與香港
1841年香港成為英國殖民地，同時是其遠東重要的貿易轉口港。貨船往來頻繁，需要精確的報時服務，但開埠早期，人們只能透過怡和洋行的「午炮」預測時間。
怡和总行买办先后为蔡昇南、吳榮魁（吳炳垣）、何東、其胞弟何福、何棣生、何福之子何世亮、何棣生之子何世杰、最后为罗文显担任。部份人在港英时期成为香港四大家族成员。1946年夏，香港洋行废除了买办制度，改为华经理。
1899 年，清政府主掌工部的盛宣懷與怡和簽訂「九廣鐵路草約」，再由兩廣總督岑春煊與中英公司訂立合同。九廣鐵路全長21哩，九龍租界段由香港殖民地政府承包。九龍至廣州一段，由清政府向英國借款建築，並與粵漢鐵路銜接。
早年香港開埠時，英國當初的殖民目標並非香港，英方官員亦經常質疑香港的價值，當時香港區內最大英資公司怡和洋行的大班勿地臣（Alexander Matheson），亦於1847年5月向下議院坦白，要不是已經大筆投資買地和建設，相信大部分英資早就撤走。
根據「97 前最大撤資事件：怡和遷冊百慕達」一文記述：「在80年代中，中英就香港前途進行談判，當時社會亦瀰漫憂慮情緒。1984年3月就發生了震驚全港的怡和遷冊事件，怡和（前稱渣甸行）是當時四大英資之一，對香港經濟舉足輕重。當時的新華社香港分社社長（相當於今天的中聯辦主任）許家屯就在其回憶錄中，披露了一些細節。
渣甸行於 1832年在廣州創立，從印度殖民地向中國輸出茶葉、棉花、鴉片等產品牟利。1841年香港開埠，渣甸行以56英鎊投得香港首幅出售的地皮。翌年香港島正式被割讓予英國後，渣甸行就把總行搬遷到香港，並希望藉其合作夥伴、廣州十三行之一怡和行的名氣，拓展在華生意，於是更名為怡和洋行。怡和後來不賣鴉片，轉向鐵路、銀行、物流、礦業等大生意，在中港兩地發展成為首屈一指的英資巨企。
1980年代初香港九七前途問題浮現，怡和在中英談判期間非常憂慮香港的未來。其時的怡和是香港的大地主，旗下著名物業有康樂大廈、太子大廈、文華酒店、世界貿易中心等等，子公司有置地、九倉、牛奶公司、港燈，並持有香港電話35%股權。然而，怡和集團因為在1950年代於中國大陸受到的遭遇而對中共將會在香港落實全面管治甚為警惕，怡和由滿清到國民政府，乃至中國抗日戰爭期間，怡和都沒有撤出中國，但新中國成立後中共把怡和的物業全數充公。
2024 年，明捷航空宣佈收購怡和洋行持有怡中航空服務集團（「怡中航空服務」）的50%股權。收購完成後，中國航空(集團)有限公司與明捷航空各持有50%股權，建立合資企業，品牌名稱正式更名為「中航明捷航空服務」。

## 怡和与上海
1843年，怡和洋行在上海开设分行。1844年取得外滩27号（北京路口）土地，建造一幢2层楼房。怡和曾经长期是上海规模最大的一家洋行，经营进出口贸易、长江和沿海航运、怡和纱厂（杨树浦）、怡和丝厂等众多业务，号称“洋行之王”。1876 年，怡和洋行修築了上海至吳淞的鐵路。不久因火車輾斃行人被迫停駛。清政府以 28.5 萬兩銀收回鐵路，以安全理由予以拆除。1920年至1922年11月，上海的怡和洋行第四次翻建房屋，建成一座6层的文艺复兴风格怡和洋行大楼。1955年以后，大楼被当局没收，由上海市外贸局佔用。

## 怡和在汉口
除香港、上海以外，怡和在汉口的分支机构规模最大。怡和于1866年在汉口设立分支机构。當時，同屬英資的怡和洋行和太古洋行共同控制了長江航運，怡和在漢口地區聲勢日益壯大。在汉口，怡和洋行不仅在汉口英租界建有办公大楼和码头、仓库，还在租界外毗邻跑马场的地方建立了一大片高级住宅区，称为怡和村，通往汉口德租界的马路则称为渣甸路（今解放公园路）。怡和洋行是當時漢口最大的房地產開發商，其所投资的房产，在汉口租界内外，大约有一百余栋（处）。1927年，汉口发生“一·三惨案”，国民政府收回英租界，怡和發展受到挫折。但是一年之後，1928年，汉口怡和洋行就恢复工作，怡和洋行的职员也陸續回到汉口。漢口怡和洋行重新佔據領導地位。

## 怡和与天津

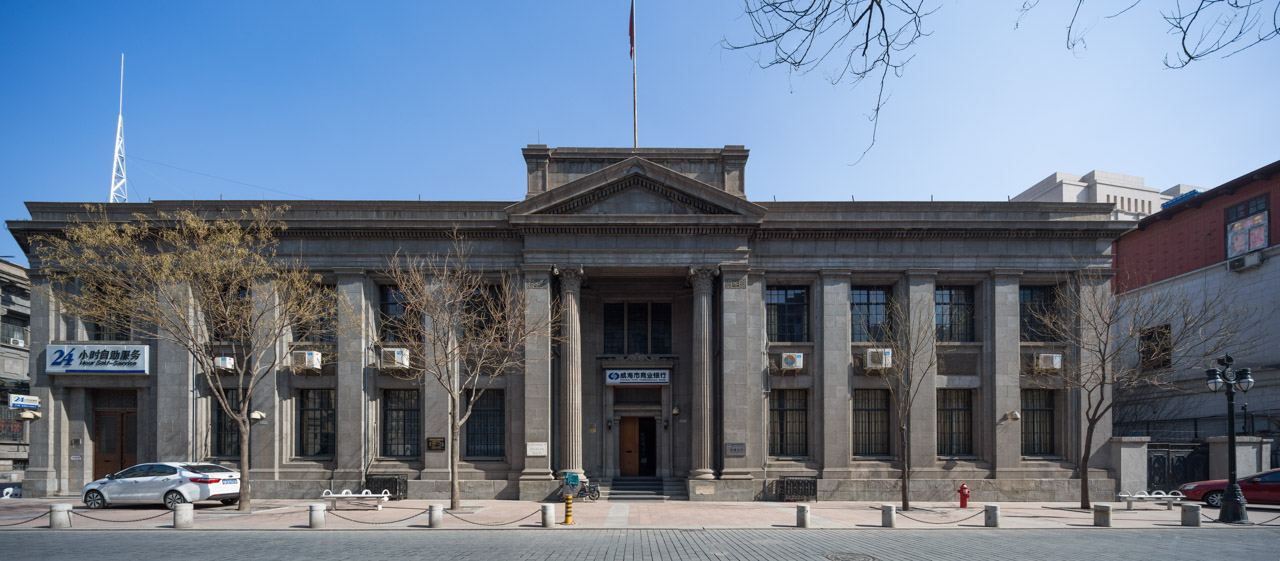
英租界怡和洋行是天津各租界内最具实力的进出口贸易商

1867年，怡和洋行作为天津第一家由外商开办的以从事远洋运输为主的洋行在紫竹林码头成立。该行早期以代理船舶为主，1872年将所辖轮船改组为华海轮船公司，1881年在上海成立怡和轮船公司，天津怡和洋行船务部也相应改组为怡和轮船公司天津分公司。天津怡和洋行大楼建于1921年，为二层混合结构楼房。建筑呈对称布局，主入口位于立面中段，两侧各有一棵科林斯巨柱。建筑体量稳重，装饰简洁，室内装饰豪华大气，具有古典主义建筑特征。

## 怡和与其他中国大陆城市
1949年以前，怡和洋行在许多中国大陆城市曾设有分支机构，在当地都具有重要影响。怡和在华的其他分支机构分布在青岛、广州、汕头、福州、长沙、昆明、厦门、北平、芝罘和长江沿岸港口：泰州高港，镇江、南京、芜湖、九江、宜昌、沙市和市。
1979年正值中国改革开放之际，怡和开始重返大陆。当年秋天，中国怡和有限公司在北京成立，开始从事对外贸易，并于1981年扩展业务到农业、农产品、原材料。今日，怡和在中国大陆的业务不拘泥于对外贸易，更扩展至农业、原材料、重型机械、电子元器件、建筑业、房产开发、零售业乃至金融。中国怡和的总部设于北京市海淀区，在大连、青岛、武汉、上海、广州、深圳均有办事机构，从事多元化的生意。

## 与怡和有关的历史人物
- 唐廷枢
- 遮打

## 外部連結
- 怡和集團（页面存档备份，存于）
- 怡和洋行，Robert Blake著，台北時報文化，2001